# Friedrich Schipper

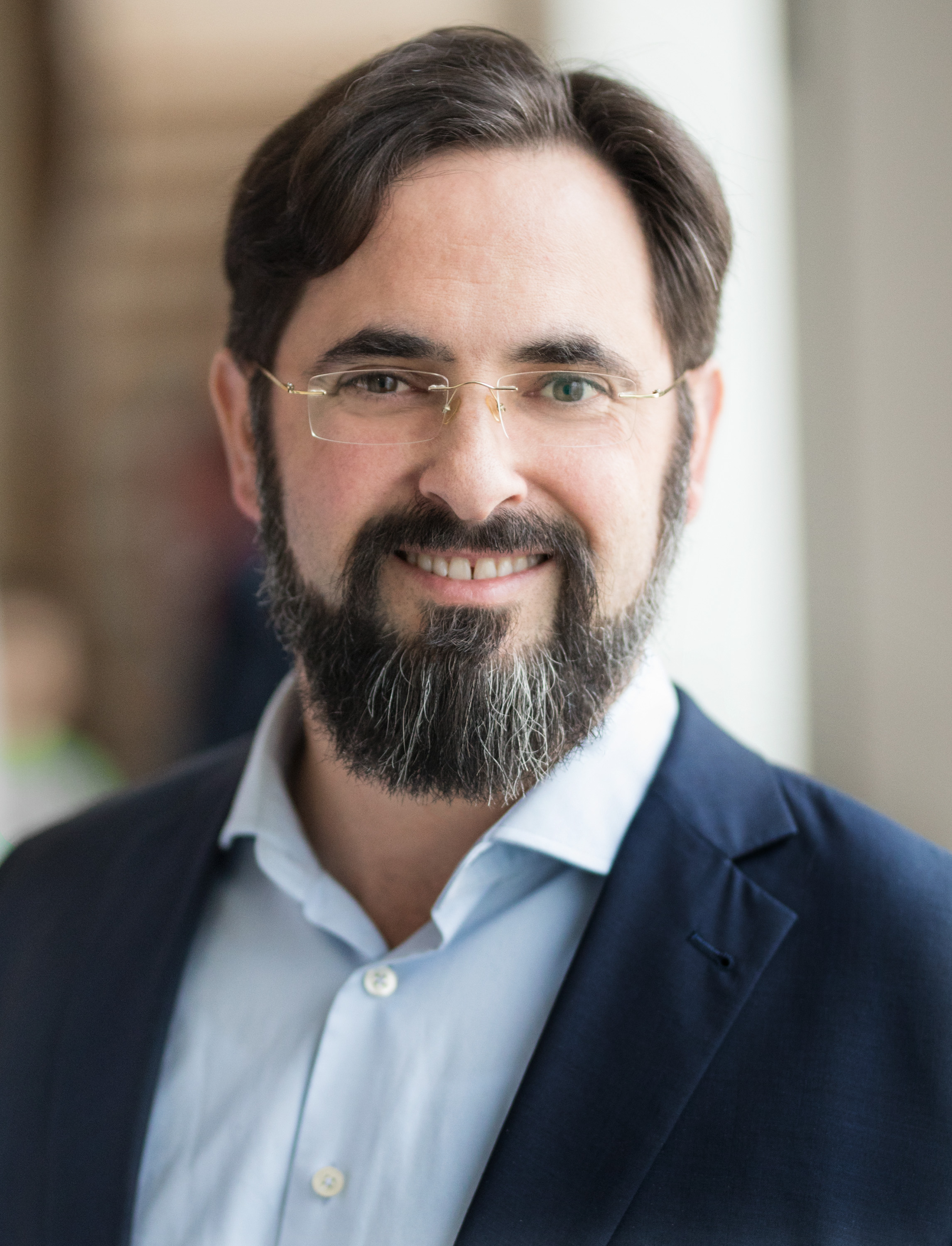
Friedrich Schipper 2017

Friedrich Thomas Schipper (* 9. März 1972 in Wien) ist ein österreichischer Archäologe und Hochschullehrer.

## Leben
Friedrich Schipper studierte Prähistorische Archäologie, Klassische Archäologie, Orientalistik, Byzantinistik, Judaistik, Theologie und Kulturanthropologie an der Universität Wien. Er erhielt seinen Doktortitel auf der Grundlage einer von der Österreichischen Akademie der Wissenschaften im Jahr 2007 mit einem Exzellenzstipendium ausgezeichneten Studie über die kulturellen Konflikte zwischen Juden und Griechen im 2. Jahrhundert vor Christus.
An der Theologischen Hochschule in Heiligenkreuz ist er außerordentlicher Professur für Biblische Archäologie und Professor für Kulturwissenschaft an der Paneuropäischen Universität Bratislava. Er ist Lehrbeauftragter am Institut für Publizistik- und Kommunikationswissenschaft der Universität Wien. An dieser ist er verantwortlich für eine Zusammenarbeit mit Wikimedia Österreich seit dem Jahr 2015, wo im Zuge von Lehrveranstaltungen von Studenten offene Inhalte auf Wikiversity erstellt werden und auch in Wikipedia Verwendung finden.
Seit 2013 ist stellvertretender Vorsitzender des UniversitätslehrerInnenverbandes.

## Schriften
- als Herausgeber mit Herman Westerink, Christian Huber, Daniela Finzi und Patrizia Giampieri-Deutsch: Sigmund Freuds Werke. Wiener Interdisziplinäre Kommentare, ISSN 2510-1269.
- als Herausgeber mit Anne Lykke: Kult und Macht. Religion und Herrschaft im syro-palästinischen Raum. Studien zu ihrer Wechselbeziehung in hellenistisch-römischer Zeit (=Wissenschaftliche Untersuchungen zum Neuen Testament Reihe 2, Band 319), Mohr Siebeck, Tübingen 2011, ISBN 978-3-16-150067-1.
- als Herausgeber mit Leylya M. Strobl: The Roerich Pact and the military. Exhibition catalogue "75 years Roerich Pact" (= Schriftenreihe der Landesverteidigungsakademie, Sonderpublikation 2010,8). Bundesminister für Landesverteidigung und Sport, Wien 2010, ISBN 978-3-902670-46-5.
- als Herausgeber: Zwischen Euphrat und Tigris. Österreichische Forschungen zum Alten Orient. (= Wiener offene Orientalistik, Band 3). Lit, Münster 2004, ISBN 3-8258-8257-8.
- mit Mona Mairitsch: Plündern, Vernichten, Vergessen: Kulturgüterschutz im Kriege und das kulturelle Welterbe im Irak (dreisprachige Kurzdokumentation des gleichnamigen Symposiums in Graz und Wien vom 11.-13. Juni 2003) Österreichische UNESCO-Kommission, Wien 2003.
  - mit Mona Mairitsch: Plündern, Vernichten, Vergessen: Kulturgüterschutz im Kriege und das kulturelle Welterbe im Irak (dreisprachige Kurzdokumentation des gleichnamigen Symposiums in Graz und Wien vom 11.-13. Juni 2003) 2. erw. Aufl., Österreichische UNESCO-Kommission, Wien 2004. OCLC 837282502
- Quid ergo Antiochiae et Hierosolymis? Über das Gymnasium in Jerusalem und die makkabäische Polemik gegen die griechische Athletik im Kontext der Hellenisierungsmaßnahmen des Hohepriesters Jason (Dissertation, Wien 2007).
- Die Christianisierung der Breonen und der Baiuwaren im Tiroler Inntal: ein Beitrag zur Frühgeschichte Nordtirols (375–788) in kirchenhistorischer und christlich-archäologischer Sicht (Diplomarbeit, Wien 1997).